# Pierrefitte-ès-Bois

Pierrefitte-ès-Bois este o comună în departamentul Loiret din centrul Franței. În 1 ianuarie 2022 avea o populație de 286 de locuitori.